# Maracajú
Maracajú is een stad en gemeente in de deelstaat Mato Grosso do Sul, Brazilië. In 2004 telde Maracajú ongeveer 27.871 inwoners. Maracajú is voornamelijk een agrarische gemeenschap. Er wordt veel soja en katoen geproduceerd. Het oppervlak van de gemeente Maracajú beslaat 5312,98km²
In de gemeente Maracajú wonen veel gezinnen van Nederlandse afkomst welke er een agrarisch bedrijf hebben.